# Bibliothek der Paul Wolfgang Merkelschen Familienstiftung

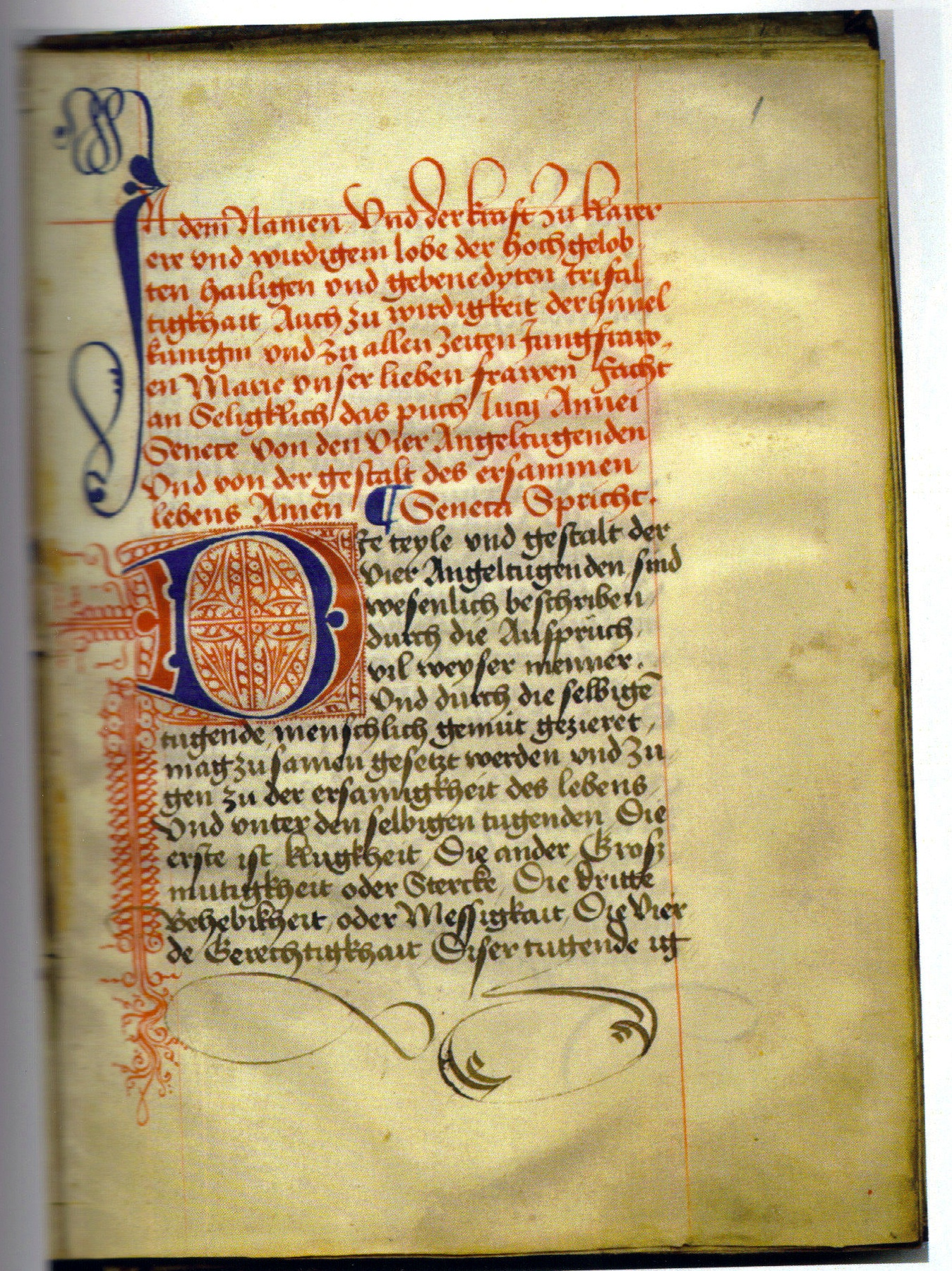
Handschrift der Merkel-Bibliothek, 1480

Die Bibliothek der Paul Wolfgang Merkelschen Familienstiftung ist eine auf Buchbestände der Welser von Neunhof zurückgehende wertvolle Privatbibliothek zum Thema Nürnberg (Norica-Sammlung), die sich als Depositum in der Bibliothek des Germanischen Nationalmuseums in Nürnberg befindet. Die Familienstiftung ist der größte private Leihgeber des Museums.
Die Bibliothek zählt 1214 Handschriften und etwa 5800 Druckschriften.
Begründet wurde die Bibliothek von dem Nürnberger Patrizier Paul Carl Welser von Neunhof (1722–1788). Welser entstammte der Nürnberger Linie des bekannten Augsburger Handelsgeschlechts und hatte zahlreiche Ämter inne. In einer Zeit der Krise und des wirtschaftlichen Niedergangs war das antiquarische Sammeln von Zeugnissen aus Nürnbergs „goldenem Zeitalter“ im 15. und 16. Jahrhundert, auch wenn es sich überwiegend um Abschriften aus dem 17. und 18. Jahrhundert handelt, ein bemerkenswertes Zeugnis patrizischer Selbstbehauptung. Sein Sohn Hans Karl Welser (1758–1800) bewahrte die Norica-Bibliothek, während die übrigen Bücher der väterlichen Bibliothek verkauft wurden. Nachdem 1804 Johann Wolfgang von Goethe den Ankauf der Bibliothek für die Weimarer Bibliothek abgelehnt hatte, fand sich in dem Nürnberger Kaufmann Paul Wolfgang Merkel (1756–1820) 1805 ein Käufer. Nach seinem Tod hielten die Erben die Sammlung Merkels zusammen, bis am 30. Juni 1838 der Familienrat beschloss, die Welsersche Bibliothek und die Kunstsammlung Merkels als unveräußerliches Familieneigentum zu bewahren. 1858 erfolgte die Bestätigung der Familienstiftung. Eine 1857 beschlossene Sonderregelung, dass beim Verkauf des Tafelaufsatzes von Wenzel Jamnitzer die Welsersche Bibliothek an die Nürnberger Stadtbibliothek übergehen sollte, wurde beim Verkauf des Jamnitzer-Werks (heute im Rijksmuseum Amsterdam) 1880 vergessen. 1875 gingen die Sammlungen als Depositum an das Germanische Nationalmuseum.
Die Handschriftensammlung wurde 2008 von Dominik Radlmaier in seiner Dissertation näher analysiert: Unter den 1214 Bänden dominiert das Verwaltungsschriftgut mit 37,5 %, gefolgt von der Historiographie (28,1 %), den Juridica (11,8 %) und der Genealogie mit 8,3 %.